# Александровское (Московская область)
Алекса́ндровское — деревня в Волоколамском районе Московской области России. Относится к Ярополецкому сельскому поселению, до реформы 2006 года относилась к Ильино-Ярополецкому сельскому округу.

## Население
| 1852 | 1859 | 1926 | 2002 | 2006 | 2010 | 2013 |
| ---- | ---- | ---- | ---- | ---- | ---- | ---- |
| 125  | ↗139 | ↘111 | ↘1   | →1   | →1   | →1   |
| 2014 | 2015 | 2016 |      |      |      |      |
| →1   | →1   | →1   |      |      |      |      |

## Расположение
Деревня Александровское расположена примерно в 17 км к западу от центра города Волоколамска, на левом берегу небольшой реки Галки, впадающей в Колпяну (бассейн Иваньковского водохранилища). Ближайшие населённые пункты — деревня Васильевское и село Белая Колпь. На территории зарегистрировано три садовых товарищества.

## Исторические сведения
В 1779 году на средства А. Г. Рахмановой построена небольшая каменная усадебная церковь Александра Свирского — центрический однокупольный храм в духе московского классицизма. Колокольня 1913 года. В середине XX века сломана.
В «Списке населённых мест» 1862 года Александровское — владельческое село 1-го стана Волоколамского уезда Московской губернии по левую сторону Московского тракта, от границы Зубцовского уезда на город Волоколамск, в 15 верстах от уездного города, при пруде, с 13 дворами, православной церковью и 139 жителями (65 мужчин, 74 женщины).
По данным на 1890 год входило в состав Яропольской волости Волоколамского уезда, число душ мужского пола составляло 46 человек.
В 1913 году — 16 дворов.
По материалам Всесоюзной переписи населения 1926 года — село Новинковского сельсовета, проживало 111 человек (57 мужчин, 54 женщины), насчитывалось 23 хозяйства, среди которых 20 — крестьянских.
С 1929 года — населённый пункт в составе Волоколамского района Московской области.